# Koji Kondo (fotbollsspelare)
Koji Kondo, född 28 april 1972 i Aichi prefektur, Japan, död 17 april 2003, var en japansk fotbollsspelare.